# Situla rebainsi
Situla rebainsi is een zakpijpensoort uit de familie van de Octacnemidae. De wetenschappelijke naam van de soort is voor het eerst geldig gepubliceerd in 1975 door Vinogradova.